# Binson-et-Orquigny

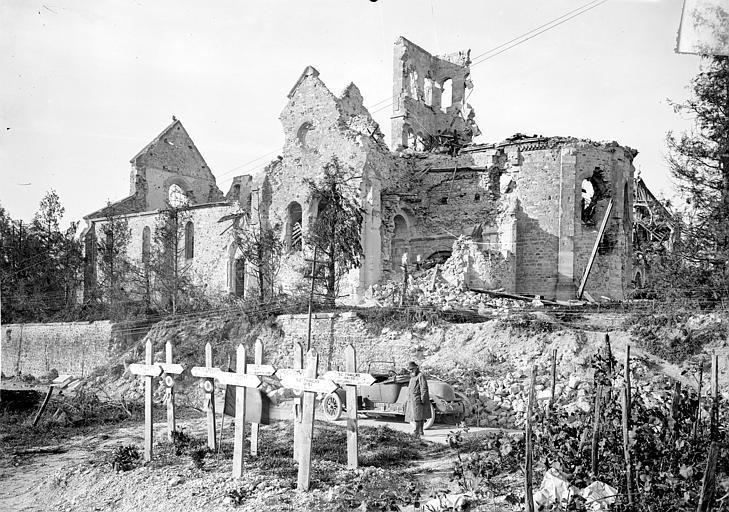
Kirche und Gräber in Binson-et-Orquigny 1914

Binson-et-Orquigny ist eine ehemalige französische Gemeinde mit 163 Einwohnern (Stand: 1. Januar 2022) im Département Marne in der Region Grand Est (vor 2016 Champagne-Ardenne). Sie gehörte zum Arrondissement Épernay, zum Gemeindeverband Paysages de la Champagne und zum Kanton Dormans-Paysages de Champagne. Die Einwohner werden Orquignats und Orquignates genannt.
Der Erlass vom 28. September 2022 legte mit Wirkung zum 1. Januar 2023 die Eingliederung von Binson-et-Orquigny als Commune déléguée zusammen mit den früheren Gemeinden Reuil und Villers-sous-Châtillon zur neuen Commune nouvelle Cœur-de-la-Vallée fest.

## Geographie
Binson-et-Orquigny liegt etwa 26 Kilometer südwestlich von Reims an der Marne, die die Gemeinde im Süden begrenzt.
Umgeben wird Binson-et-Orquigny von den Nachbargemeinden und den Communes déléguées:
|                     |                                             | Villers-sous-Châtillon (Commune déléguée) |
| Châtillon-sur-Marne | Kompassrose, die auf Nachbargemeinden zeigt | Reuil (Commune déléguée)                  |
|                     | Œuilly                                      |                                           |

Der Ort erhielt die Auszeichnung „Drei Blumen“, die vom Conseil national des villes et villages fleuris (CNVVF) im Rahmen des jährlichen Wettbewerbs der blumengeschmückten Städte und Ortschaften verliehen wird.

## Geschichte
Bis 1793 trug die Gemeinde den Namen „Orquigny“. Zwischen 1790 und 1794 wurde sie mit den Gemeinden Binson und Montigny erweitert und trug zunächst den Namen „Binson“.

## Bevölkerungsentwicklung
| Binson-et-Orquigny: Einwohnerzahlen von 1793 bis 2016                                                                      | Binson-et-Orquigny: Einwohnerzahlen von 1793 bis 2016 | Binson-et-Orquigny: Einwohnerzahlen von 1793 bis 2016 | Binson-et-Orquigny: Einwohnerzahlen von 1793 bis 2016 | Binson-et-Orquigny: Einwohnerzahlen von 1793 bis 2016 |
| --- | ----------------------------------------------------- | ----------------------------------------------------- | ----------------------------------------------------- | ----------------------------------------------------- |
| Jahr |                                                       |                                                       |                                                       | Einwohner                                             |
| 1793 | 1793                                                  |                                                       | 446                                                   | 446                                                   |
| 1800 | 1800                                                  |                                                       | 469                                                   | 469                                                   |
| 1806 | 1806                                                  |                                                       | 521                                                   | 521                                                   |
| 1821 | 1821                                                  |                                                       | 499                                                   | 499                                                   |
| 1831 | 1831                                                  |                                                       | 530                                                   | 530                                                   |
| 1836 | 1836                                                  |                                                       | 561                                                   | 561                                                   |
| 1841 | 1841                                                  |                                                       | 543                                                   | 543                                                   |
| 1846 | 1846                                                  |                                                       | 544                                                   | 544                                                   |
| 1851 | 1851                                                  |                                                       | 534                                                   | 534                                                   |
| 1856 | 1856                                                  |                                                       | 484                                                   | 484                                                   |
| 1861 | 1861                                                  |                                                       | 502                                                   | 502                                                   |
| 1866 | 1866                                                  |                                                       | 504                                                   | 504                                                   |
| 1872 | 1872                                                  |                                                       | 438                                                   | 438                                                   |
| 1876 | 1876                                                  |                                                       | 491                                                   | 491                                                   |
| 1881 | 1881                                                  |                                                       | 470                                                   | 470                                                   |
| 1886 | 1886                                                  |                                                       | 473                                                   | 473                                                   |
| 1891 | 1891                                                  |                                                       | 503                                                   | 503                                                   |
| 1896 | 1896                                                  |                                                       | 479                                                   | 479                                                   |
| 1901 | 1901                                                  |                                                       | 447                                                   | 447                                                   |
| 1906 | 1906                                                  |                                                       | 453                                                   | 453                                                   |
| 1911 | 1911                                                  |                                                       | 407                                                   | 407                                                   |
| 1921 | 1921                                                  |                                                       | 413                                                   | 413                                                   |
| 1926 | 1926                                                  |                                                       | 420                                                   | 420                                                   |
| 1931 | 1931                                                  |                                                       | 391                                                   | 391                                                   |
| 1936 | 1936                                                  |                                                       | 349                                                   | 349                                                   |
| 1946 | 1946                                                  |                                                       | 352                                                   | 352                                                   |
| 1954 | 1954                                                  |                                                       | 362                                                   | 362                                                   |
| 1962 | 1962                                                  |                                                       | 397                                                   | 397                                                   |
| 1968 | 1968                                                  |                                                       | 385                                                   | 385                                                   |
| 1975 | 1975                                                  |                                                       | 382                                                   | 382                                                   |
| 1982 | 1982                                                  |                                                       | 208                                                   | 208                                                   |
| 1990 | 1990                                                  |                                                       | 206                                                   | 206                                                   |
| 1999 | 1999                                                  |                                                       | 185                                                   | 185                                                   |
| 2006 | 2006                                                  |                                                       | 156                                                   | 156                                                   |
| 2011 | 2011                                                  |                                                       | 183                                                   | 183                                                   |
| 2016 | 2016                                                  |                                                       | 175                                                   | 175                                                   |
| Quelle(n): EHESS/Cassini bis 1999, INSEE ab 2006 Anmerkung(en): Ab 1962 offizielle Zahlen ohne Einwohner mit Zweitwohnsitz |                                                       |                                                       |                                                       |                                                       |